# Ospedale Maggiore di Bologna
L'Ospedale Maggiore Carlo Alberto Pizzardi fa parte dell'Azienda Unità Sanitaria Locale di Bologna ed è il secondo ospedale del comprensorio per dimensione (circa 900 posti letto), dopo il policlinico Sant'Orsola-Malpighi, che però è a carattere universitario.

## Storia
La sua tradizione risale alla confraternita laica dei Battuti (1260) e al loro "Ospedale della Vita", più volte dislocato e sparso nella città antica: dal 1275 presso il santuario di Santa Maria della Vita in via Clavature, dal 1725 in via Riva di Reno (dove ora c’è il Palazzo dello Sport), espropriato alla confraternita nel 1797 e rinominato come "Ospedale Maggiore" poco dopo.
Il 24 luglio 1943 l'ospedale e i dintorni subirono i bombardamenti alleati: l'edificio fu danneggiato e vi perdettero la vita una ventina di persone, tra personale sanitario e ricoverati. Dal 1955 venne trasferito nel sito attuale. La lunetta superstite del vecchio ospedale di via Riva Reno, scolpita da Tullo Golfarelli, fu posta nel parcheggio davanti all'ingresso dell'ospedale, a memoria degli avvenimenti del 1943.

### Avvenimenti rilevanti
Ayrton Senna da Silva, pilota automobilistico brasiliano, tre volte Campione del mondo di Formula 1, morì all'Ospedale Maggiore il 1º maggio 1994, dove venne trasportato in seguito a un incidente nel corso del Gran Premio di Formula 1 di San Marino 1994. Il giorno prima, sempre a causa di un incidente sulla pista di Imola, era morto anche il pilota Roland Ratzenberger, trasportato anch'egli al Maggiore e deceduto poco dopo l'arrivo al pronto soccorso.

## Organizzazione
Si trova nella periferia ovest di Bologna sulla via Emilia, a 1,5 km da porta San Felice.
Al suo interno sono ospitati numerosi reparti e una quarantina di Unità Operative, tra cui il Trauma center, noto a livello nazionale per la maggiore casistica di pazienti gravi ricoverati al suo interno. Altre unità di pregio sono la Stroke unit e la Cardiologia. Presso l'Ospedale trova sede anche l'Istituto stomatologico "A. Beretta".
È composto da tre edifici principali di 15 piani più altre strutture minori tutte collegate tra loro, tra cui per ampiezza si citano la Maternità e le Malattie infettive. La terza torre (Edificio D) dispone di un eliporto sul tetto per le emergenze più gravi, e a regime aggiungerà altri 227 posti letto e 18 sale operatorie alla dotazione ospedaliera.
L'Ospedale Maggiore ospita il laboratorio analisi più grande d'Italia, uno dei maggiori d'Europa, dove si eseguono oltre 18 milioni di esami l'anno, il LUM (Laboratorio Unico Metropolitano).

### Reparti
I principali reparti e servizi sono:
- 118
- Anatomia patologica
- Anestesia e terapia intensiva
- Cardiologia e Unità terapia intensiva coronarica (UTIC)
- Chirurgia d'urgenza e del trauma
- Chirurgia generale
- Chirurgia pediatrica e chirurgia delle disabilità neuromotorie
- Chirurgia toracica
- Chirurgia vascolare
- Chirurgia vertebrale d'urgenza e del trauma
- Day hospital (vari reparti)
- Dietologia e nutrizione clinica
- Endocrinologia
- Endoscopia toracica
- Gastroenterologia
- Geriatria
- Trasfusionale Unico Metropolitano (Immunoematologia e Medicina trasfusionale)
- Laboratorio Unico Metropolitano (LUM)
- Maternità
- Medicina interna
- Medicina legale e gestione del rischio
- Medicina nucleare
- Medicina riabilitativa
- Neonatologia e Unità terapia intensiva neonatale
- Neurochirurgia
- Neurologia
- Neuropsichiatria infantile
- Neuroradiologia
- Oculistica
- Ortopedia e traumatologia
- Ostetricia ginecologia
- Otorinolaringoiatria
- Pediatria
- Pneumologia
- Poliambulatorio ospedaliero
- Pronto soccorso e medicina d'urgenza
- Psicologia e Neuroscienze
- Radiologia Diagnostica
- Servizio farmaceutico interno
- Unità cerebrovascolare stroke unit
- Urologia

## Trasporti
La struttura è raggiunta da numerose linee della rete di autobus e filobus urbani gestiti da Tper.
Da aprile 2023 è in costruzione la linea 1 della nuova rete tramviaria di Bologna, la cui entrata in funzione è prevista per il 2026. La linea collegherà Borgo Panigale al Pilastro passando per l'Ospedale Maggiore, per il centro storico e per la stazione di Bologna Centrale.

## L'Ospedale Maggiore nella cultura di massa
Numerose scene di una puntata della quinta stagione della serie televisiva L'ispettore Coliandro, intitolata Black Mamba, sono state girate nei locali dell'Ospedale Maggiore, e precisamente all'interno dell'Edificio L, sede del punto prelievi, e in un fittizio reparto di Oncologia. Nella settima stagione una scena è stata realizzata nella sala prelievi della Casa del donatore dell'Avis.